# Elmohardyia lindneri
Elmohardyia lindneri är en tvåvingeart som först beskrevs av Collin 1931.  Elmohardyia lindneri ingår i släktet Elmohardyia och familjen ögonflugor.
Artens utbredningsområde är Bolivia. Inga underarter finns listade i Catalogue of Life.